# Jigsaw
John Kramer, también conocido como Jigsaw, es un personaje de ficción; y el principal antagonista de la saga Saw, cuyas principales características son los "juegos" que utiliza para justificar sus acciones. Está interpretado por el actor estadounidense Tobin Bell. 
La primera película, Saw (James Wan), fue estrenada en 2004, año en el que sucesivamente se empezarían a estrenar secuelas cada año hasta 2010. Estas siendo; Saw II (Darren Lynn Bousman), estrenada en 2005, Saw III (Darren Lynn Bousman), estrenada en 2006, Saw IV (Darren Lynn Bousman) estrenada en 2007, Saw V (David Hackl), estrenada en 2008, Saw VI (Kevin Greutert), estrenada en el 2009 y Saw VII 3D (Kevin Greutert), estrenada en el 2010, Jigsaw (Michael y Peter Spierig), estrenada en el 2017, Spiral (Darren Lynn Bousman), estrenada en el 2021 y Saw X (Kevin Greutert) estrenada en el 2023; cada una se ha estrenado en vísperas de Halloween (con excepción de la novena entrega).

## Actor

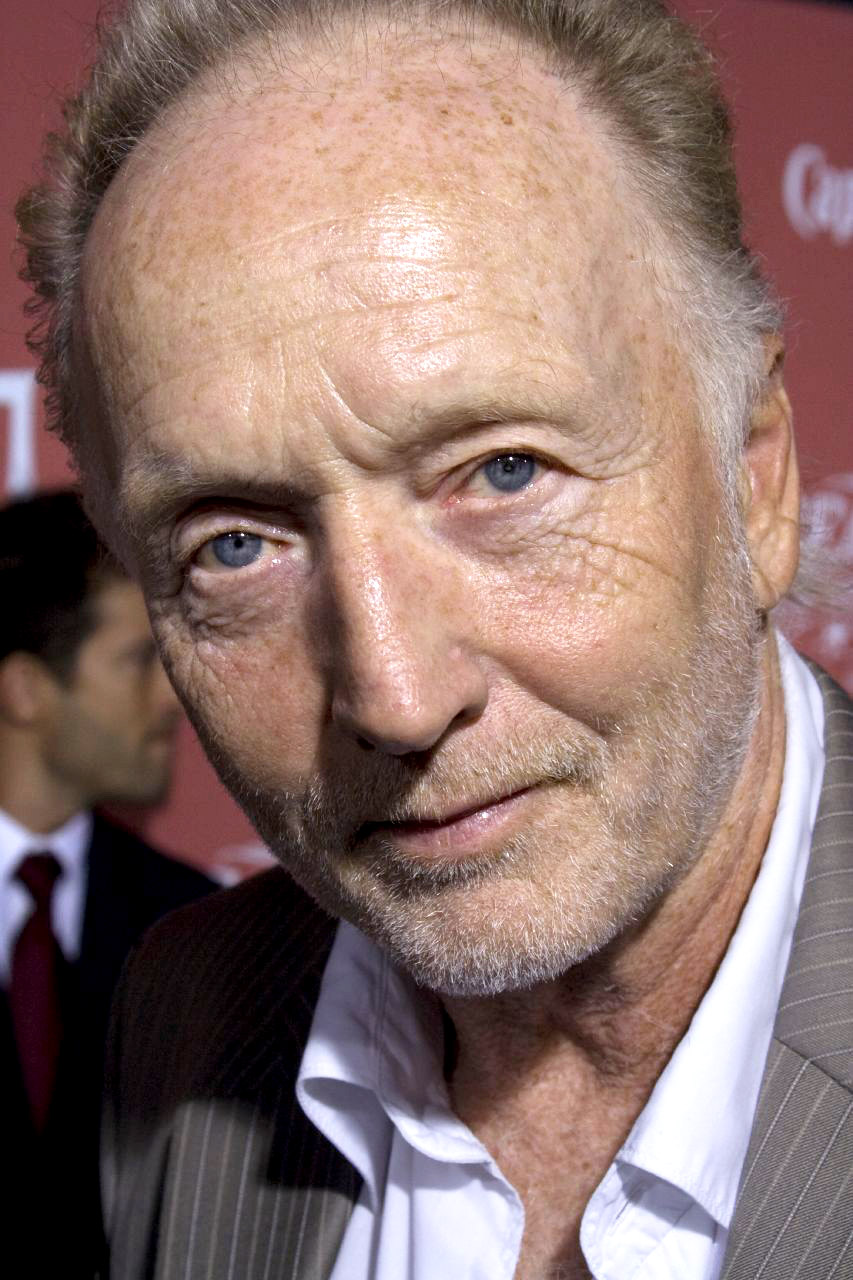
Tobin Bell en los Scream Awards de 2007.

Tobin Bell es el encargado de dar vida a Jigsaw en las 10 películas de la serie cinematográfica Saw.
En 2004, Bell fue elegido para interpretar a John Kramer, un enfermo terminal que quiere que otros aprecien el valor de la vida a través de "juegos" mortales en Saw, una modesta producción que sorpresivamente fue el inicio de una exitosa saga. Aunque Bell solo estuvo tres semanas en el set y tuvo pocas líneas, la película de bajo presupuesto fue un éxito de taquilla. El éxito de la primera película trajo siete secuelas: Saw II, Saw III, Saw IV, Saw V, Saw VI, Saw 3D y Jigsaw. Además, prestó su voz para el personaje de Jigsaw en el videojuego de Saw en 2009, y su secuela, Saw II: Flesh & Blood en 2010.
Por su papel como "Jigsaw", Bell recibió nominaciones en los Premios MTV Movie en 2006 y 2007 por "Mejor Villano", ganó "Mejor Carnicero", en los premios Fuse/Fangoria Chainsaw y tuvo el título de "Mejor Villano en una Serie de Películas" en 2010. Aunque considera su papel en Saw como "una gran bendición", ha señalado también que espera tener la oportunidad de interpretar personajes que sean diferentes a Jigsaw.

## Perfil

### Orígenes de Jigsaw
John fue un ingeniero civil a quien le apasionaban las máquinas y dispositivos mecánicos, especialmente aquellos que posean engranajes, cuerdas o contrapesos; John se ganaba la vida trabajando en una clínica fundada por él y por su esposa Jill Tuck, quien era mucho más joven que él; el lema de John para su clínica era "aprecia tu vida". Su vida era feliz, pero la pérdida de su hijo durante el embarazo de Jill, al darse un robo por parte de uno de los internados en la clínica le causa un terrible estado de shock, ya que ese hijo (al que iban a llamar Gideon) suponía muchas cosas para él. Por si esto fuera poco, un tiempo después del suceso, su médico Lawrence Gordon, un médico hábil pero deshumanizado para con sus pacientes, le diagnostica un tumor cerebral inoperable, siendo esto el punto culminante de su depresión psicológica tras la muerte de su hijo; aunque esto parecía demasiado sufrimiento, para su desgracia la compañía de seguros (cuyo director era Wiliam Easton) le niega el permiso para un tratamiento que podría haber salvado su vida. Aun habiendo hablado con Wiliam en persona, este se excusó alegando que era un tratamiento demasiado peligroso, aunque la verdadera razón era simplemente evitar a la empresa un desembolso monetario, aún a costa de la vida de John. 
Agobiado por los hechos intenta quitarse la vida conduciendo hacia un precipicio y tirándose por él dentro de su vehículo; asombrosamente sobrevive, pero la ironía es que, para poder salvarse, se ve obligado a sacarse una barra de metal que atravesó su abdomen, acto que para él significa renunciar a la concepción de su propia vida que había construido a raíz de los recientes hechos y que interpreta como una señal. John comienza a apreciar la vida e intenta que otras personas también lo hagan, para lo cual deberá ponerlas a prueba en situaciones límites, donde solo puedan salvar sus vidas sacrificando algo preciado para ellas, tal como le ocurrió a él. Pero debe hacerlo inteligentemente; nadie aparte de él creerá que no está matando. Necesita conocer a las personas normales lo mejor posible, estudiar cada regla básica pero general que usan en sus vidas: reglas de física, matemáticas, psicología, anatomía, mecánica, filosofía... una instrucción exacta que usará tan minuciosamente como prepara mientras siga vivo. Junto a ello, opera un cambio en su apariencia, volviéndola más personal, simbólica y distintiva. Se basa en la imagen de su marioneta Billy, un producto en el que trabajaba cuando estaba en la clínica. Lo usa para explicarle a sus víctimas como pasar el juego, teniendo dos medios primarios: a través de un mensaje audiovisual filmado con anterioridad, que es reproducido estando el televisor o pantalla a la vista de sus víctimas; y mediante grabaciones en pequeños casetes solo de audio, que las víctimas deben reproducir en grabadoras puestas a su alcance. 
En casi todos sus juegos se advierte una regla común: obliga a las personas que pone a prueba a tomar la "oportunidad" de salvarse y redimirse flagelándose o mutilándose de maneras terriblemente crueles y dolorosas, de forma que sólo quienes posean un genuino deseo de vivir puedan superarlas, dado que antes de ser probadas son personas que viven o sobreviven de un modo para él miserable o repugnante. El hecho de que lo consigan o sean vencidos es lo único que deja en sus manos; sin embargo, en todos los juegos que John diseñó y llevó a cabo, se respetó fielmente a quienes salían vencedores y tal como se los hubo prometido quedaban en libertad. Una característica de su modus operandi fue marcar a sus víctimas arrancándoles un pequeño trozo de piel con forma de pieza de rompecabezas simbolizando así el defecto que todos ellos poseen a sus ojos: una pieza faltante, es decir, una carencia personal; es por esta costumbre que la prensa y la policía lo bautizaría como Jigsaw (Rompecabezas)

### Los primeros juegos de Jigsaw

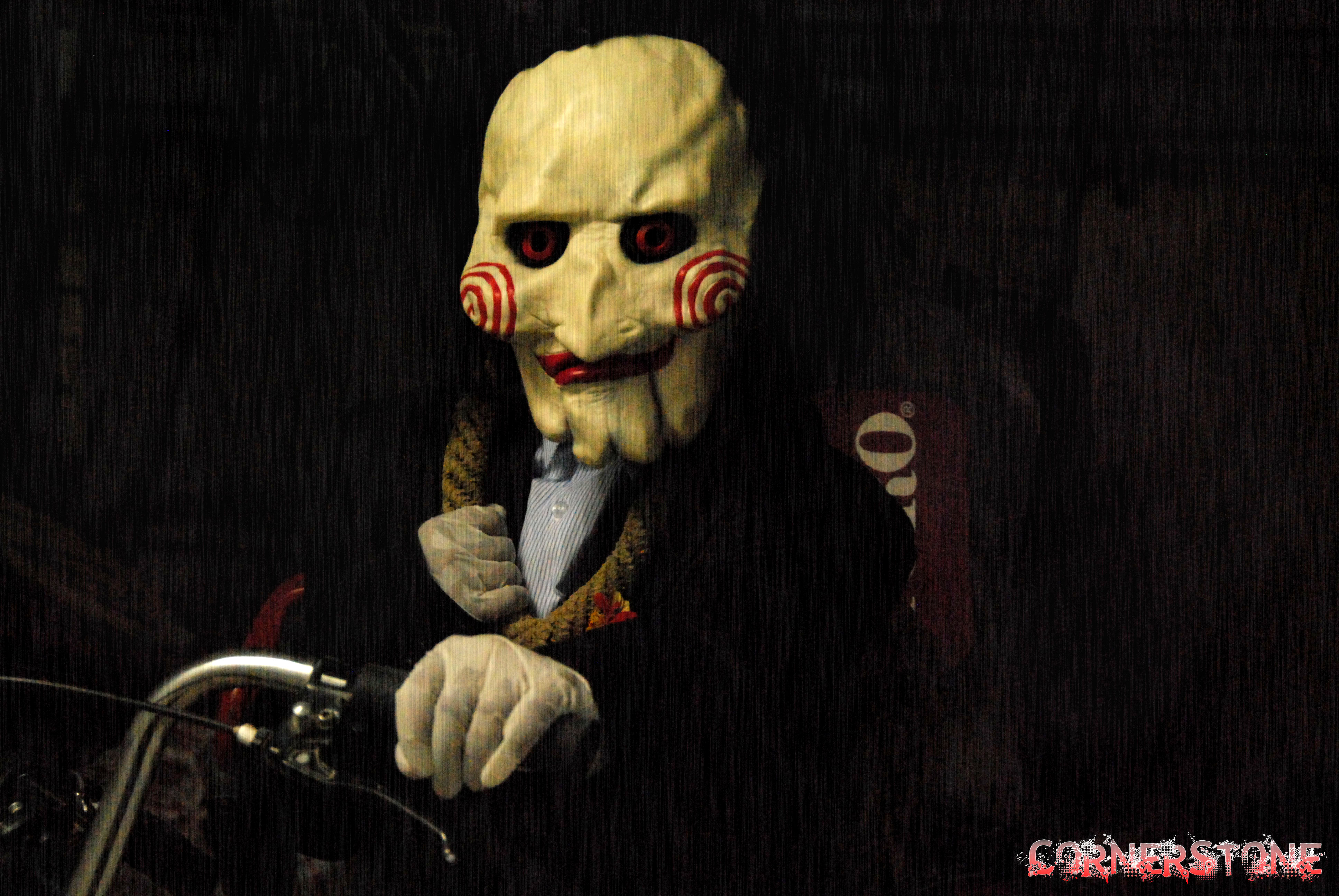
Billy el muñeco, una marioneta animatrónica creada por Jigsaw para ser su avatar y actuar como un mensajero ante sus víctimas.

John comienza a secuestrar a sus primeras víctimas en grupo (Anna, Ryan, Mitch, Carly y Logan Nelson), en una granja que pertenece a Jill Tuck donde transcurrido hace diez años. La primera prueba consiste en ofrecer un pequeño sacrificio de sangre, todos pasan a la prueba excepto Logan que no tuvo tiempo de despertar y tampoco escuchó el mensaje de John por lo que acaba "muriendo" en la puerta de la sierra. La segunda prueba es para Carly, inyectar con las tres jeringas (contiene salina, antídoto y ácido) pero Ryan le inyecta las tres jeringas a la vez y muere. Sin embargo, Ryan rompió las reglas y acaba atrapado en la pierna con unos alambres lo cual está conectado con la trampa del silo de granero donde Anna y Mitch están atrapados, Ryan lo salva tirando la palanca, pero la pierna es cortada y ellos se salvan. La tercera prueba es para Mitch, fue responsable por vender una motocicleta al sobrino de John resultado en su muerte, Anna trata de salvar a Mitch bloqueando la moto con la varilla de metal, pero no dura mucho y acaba triturado su cuerpo. Más tarde, Anna trata de escapar, pero es capturada por un tipo con una máscara de cerdo y son llevados a una sala donde Anna y Ryan están encadenados en la pierna. El hombre revela que es realmente John Kramer, también es el vecino de Anna lo cual conoce la verdad.
Se enfrentan la última prueba con una escopeta y le dice que es la llave de la supervivencia, él se va dejando la escopeta. Anna trata de disparar a Ryan, pero muere al apretar el gatillo desde atrás, ese descubre que las llaves estaban escondidas en la bala y están destrozadas sin posibilidad de escapar terminando el juego. En el presente día, se revela que Logan Nelson es el sucesor de Jigsaw y le secuestran a los asesinos que el detective Halloran dejó irse por beneficio personal imitando el mismo juego donde sucedió hace diez años: los primeros juegos del grupo de Jigsaw.
Halloran es sometido a una prueba junto con Logan y deben confesar sus pecados, se revela que Logan se equivocó al poner la etiqueta de los X-Rayos de John por otra persona y fue demasiado tarde para curar del cáncer, pero Logan "muere" por el láser collar y Halloran es el siguiente, confesando que dejó escapar a los asesinos por beneficio personal incluido Edgar Munsen que mató a la esposa de Logan. Sin embargo, Logan finge su muerte y revela que es el responsable de secuestrar a los asesinos jugando el juego, y Halloran es ejecutado cortando en pedazos la cabeza con el collar láser cumpliendo su venganza. 
Su siguiente víctima es el hombre que provocó la muerte de su hijo, Cecil, el cual después de entrar a la clínica a robar, le dio un fuerte golpe en el vientre a Jill. John, que esperaba afuera a Jill, ve salir corriendo sospechosamente a Cecil de la clínica, y cuando ve que ha sido el causante del aborto de su hijo, es cuando su pensamiento cambia radicalmente, convirtiéndose en Jigsaw. John lo espía durante algún tiempo y cuando finalmente consigue capturarlo, lo hace en un mercado donde se celebra el año nuevo chino, que en ese momento era el año del Cerdo. Tomando una máscara de cerdo de un puesto y untándola de cloroformo consigue dormir y raptar a Cecil, convirtiéndolo así en la primera víctima de Jigsaw. La prueba se lleva a cabo en el taller de John y consiste en un mecanismo que llevará a la víctima a su muerte salvo que lo desactive haciendo fuerza contra unos cuchillos colocados transversalmente frente a su cara, con lo que se tiene que producir profundos cortes para salir airoso. Finalmente consigue soltarse, pero como no ha conseguido rehabilitarse, ni tampoco ha querido escuchar lo que éste le decía mientras estaba atado, cuando se levanta del suelo para atacar a John, por culpa de la sangre, se abalanza sobre él y al apartarse, cae sobre un alambre de espinos que junto a las heridas que ya tenía harán que muera.
Después de esto, hace algunos juegos más, siendo estos investigados por la policía. Uno de los detectives, el detective Mark Hoffman, no duda en usar el método del, ahora conocido Jigsaw, para saldar una cuenta pendiente con el que fue el asesino de su hermana, siendo esto interceptado por Jigsaw. John lo secuestra y lo somete a una levísima prueba, además de criticar severamente su trabajo como imitador, y al final Hoffman accede a ser el ayudante de Jigsaw a espaldas de la policía. Hoffman se convierte en el primer ayudante de Jigsaw, antes de que John fiche a Amanda como posible sujeto de prueba para rehabilitarla, y para que más tarde se convierta en ayudante tras superar su prueba.
La siguiente víctima de la que se tiene constancia es Paul, un hombre borracho el cual solo quiere llamar la atención cortándose las venas y al que Jigsaw encierra en una habitación subterránea, dentro de una zona surcada de alambres cortantes y navajas colgando. John le deja una cinta al lado explicándole que, irónicamente, si quiere sobrevivir debe cortarse nuevamente y llegar hasta la puerta, pero solo tiene 3 horas para cruzar porque si no la puerta se cerrará para siempre y esa será su tumba, y si por el contrario decide morir, solo debe quedarse donde está. Paul muere cuando se desangra al tratar de salir.
Después de Paul, la siguiente víctima es Mark, un hombre que finge estar enfermo. John lo encierra en una habitación que tiene cientos y cientos de números pintados en las paredes y el suelo cubierto de pequeños cristales. A su lado le deja otra cinta y una caja fuerte, donde está el antídoto para el veneno que lleva en la sangre, y una vela prendida con la cual deberá ir alumbrando las paredes para descubrir la combinación correcta de la caja fuerte. Mark está cubierto de un líquido inflamable, por lo cual deberá tener cuidado con la vela si no quiere quemarse, pero al final muere accidentalmente quemándose con ella.
La quinta víctima de John es Amanda Young, una joven drogadicta que malgasta su vida y su dinero en drogas. John la lleva a una habitación donde la deja en una silla con una especie de armazón en la cabeza, provisto de dientes de metal encajados en su mandíbula. Amanda intenta zafarse de sus ataduras al despertar y, entonces, un televisor que tiene al lado se enciende. Ella ve el rostro de Billy, la marioneta que Jigsaw ha creado para ocultar su identidad. Billy habla con la voz de Jigsaw modificada por ordenador, y le explica a la aterrada Amanda que debe quitarle la llave a su compañero de celda (de dentro de su estómago) para sacarse la máscara o esta se abrirá dentro de su boca y le destrozará la mandíbula, matándola, ya que funciona como "una trampa para osos, pero al revés" ("Reverse Bear Trap" en inglés). Amanda ve cómo se apaga el televisor y se libra de sus ataduras, pero al levantarse, con la cabeza tira de un hilo amarrado a la silla por un lado y al mecanismo que activa la máquina por el otro; este se acciona y el cronómetro de la máscara comienza a funcionar, dejando a Amanda con solo un minuto para salvarse. Busca por toda la habitación y descubre a un hombre tendido en el suelo. Amanda lo revisa y ve que su abdomen tiene pintado un gran interrogante en negro. A su lado hay un bisturí, y Amanda sabe que debe abrir a ese hombre para conseguir salvar su vida como Billy le había dicho en el vídeo. El hombre está vivo, pues abre los ojos antes de que Amanda haga nada e intenta gritar, pero ha sido drogado para que no pueda moverse; Amanda sin darse cuenta de nada decide salvar su vida. Luego de conseguir la llave y quitarse la máscara justo a tiempo, Amanda llora y gime. Entonces Billy entra en el lugar pedaleando en un triciclo y la felicita por sobrevivir. 
Amanda escapa de la habitación creyéndose a salvo, y hace la denuncia a la policía.

### El Incidente con Tapp
El quinto juego de Jigsaw comienza cuando John secuestra a Jeff, un hombre del cual, muy poco se sabe. Jigsaw lo encierra en su guarida y lo ata a una silla en medio de dos taladrados a la altura de sus sienes, los cuales tienen la finalidad de atravesar su cráneo. Antes de poder iniciar el juego John es interrumpido por los agentes Tapp y Sing, quienes, tras buscar en las grabaciones del juego de Amanda, llegan a su escondite e intentan arrestarlo. Jigsaw, a pesar de su irrupción, activa el mecanismo, el cual se acerca lentamente a la cabeza de Jeff. 
Uno de los policías, Detective Tapp, logra detener y poner de rodillas a Jigsaw y le ordena apagar la máquina, pero este se niega y declara que ya no se puede parar, pero le dice a Sing que las llaves para liberar a Jeff están en el cajón a su lado. El Detective Sing abre el cajón y saca un llavero lleno de llaves oxidadas, pero no logra abrir el artefacto que mantiene cautivo a Jeff. 
Finalmente, Sing opta por liberar a Jeff rápidamente y desobedeciendo las reglas del juego: le da un disparo a los taladros, que saltan en pedazos. Jeff se encuentra a salvo, pero, de repente, Kramer acciona un dispositivo en su antebrazo, el cual libera una daga de su manga con la que logra cortar la garganta de Tapp, quien detiene la hemorragia con su mano. Jigsaw se da a la fuga, pero con Sing persiguiendolo. Cuando ambos se encuentran en un pasillo de las instalaciones, Sing derriba a Kramer con un disparo que logra alcanzar su espalda. Jigsaw finge estar herido, con la ventaja de haber estado llevando un chaleco antibalas y se queda inmóvil en el suelo mientras Sing se acerca y activa accidentalmente una trampa que se encontraba sobre el umbral de una puerta, la cual dispara dos escopetas que asestan la cabeza de Sing. Jigsaw escapa, dejando atrás a Tapp, herido, pero vivo.

### El debut de la aprendiz y el Juego perfecto
John, quien muestra un interés por Amanda, al haber sobrevivido a su juego y encontrarse en un estado exitoso de rehabilitación. La visita y le propone el ser su aprendiz. Ella acepta.
Kramer le explica sus motivos, y su plan para su siguiente juego, en cual secuestrarían a Adam y a Dr. Lawrence Gordon.
Amanda y Jigsaw los encierran en un baño industrial, y los encadenan. John usa maquillaje para fingir estar muerto y se inyecta un relajante muscular para poder ver el desarrollo su juego, sin que sus víctimas lo sepan. Amanda, un poco culpable, deja las llaves en la bañera donde se encontraba Adam.
Cuando Adam despierta, accidentalmente deja caer la llave por el desagüe mientras sale de la bañera. Allí se encuentra con Gordon y el "cadáver" de un hombre que se habría suicidado. Adam encuentra dos sierras envueltas en una bolsa, dentro de la cual había también fotos, que Adam esconde. Además, hallan una caja con dos cigarrillos, un mechero, una bala y un teléfono celular.
Adam había fotografiado a Gordon secretamente antes de llegar al baño, pero Gordon no lo sabe. Cuando se entera, le reprocha un montón de cosas. Descubren irónicamente por una de las fotos que Zepp, un enfermero del hospital en el que el Dr. Gordon trabaja está implicado en el crimen, y que tiene atrapadas a la familia de Gordon en su propia casa. Gordon debe matar a Adam antes de las seis de la mañana para ganar el juego, pero no se atreve. 
La función de Zep era la siguiente: había sido inoculado con un químico de acción lenta que lo mataría, y si Gordon perdía el juego, él debía matar a su familia para obtener la cura. La tensión provocada por no tener idea de lo que sucede con su familia llega demasiado lejos; Gordon termina por enloquecer y decide cortarse el pie con una sierra para poder matar a Adam con la pistola que el "cadáver" tiene en la mano, aunque el tiempo había terminado, pues Gordon solo tenía hasta las 6 para matar a Adam. Entonces, luego de pegarle un tiro a Adam y dejarlo en el suelo, Zep aparece en la escena y se dispone a matar a Gordon. Pero Adam solo había recibido un tiro en el hombro y toma desprevenido a Zep, al que mata con la tapa de la cisterna del lavabo en el que se encontraban las sierras y las fotos. 
Gordon va a pedir ayuda y Jigsaw se revela ante Adam, quien intenta matarlo con la misma pistola con la que Zep intentó matar al Dr. Gordon, pero recibe una descarga eléctrica ya que el desencadenador de estos choques lo tenía Jigsaw, quien lo activa haciendo que Adam lance el arma luego de recibir la descarga. John dice que hay poca gente que sabe apreciar que está viva y, cerrando la puerta del baño industrial, dice "fin del juego", dejando a Adam atrapado por siempre.

### La máscara de la muerte
Un hombre llamado Michael se despierta en un extraño y oscuro sótano, en el que hay un televisor, unas radiografías, un espejo pequeño y una caja de metal. Cuando se mira en el espejo, ve que su ojo está hinchado y sangrando y que alrededor de su cuello tiene un aparato con forma de máscara, dentro de la cual hay unos clavos enormes, que está conectada a un pequeño cable con un pasador. Michael se levanta asustado y pide ayuda sin que nadie pueda oírle. En ese momento, el televisor se enciende y aparece Billy. Le acusa de ser un mirón, y que lo consideraba indigno de seguir con vida. Acto seguido le explica que el aparato que lleva colocado tiene un temporizador. Si no encuentra la llave a tiempo (en 1 minuto), la máscara se cerrará como si fuera una Venus atrapamoscas, atravesándole el cráneo con los clavos. Después, la marioneta le da una pista de dónde está la llave. En la pantalla aparece por un segundo una radiografía de la cabeza de Michael; la llave está dentro de su ojo. El hombre se desespera y tira del cable violentamente, por lo que el pasador se suelta y el reloj comienza su cuenta atrás. Michael abre la caja y dentro hay un bisturí. Va al espejo e intenta cortarse el ojo por la mitad, pero no es capaz. Finalmente, el tiempo se acaba y la máscara se cierra, matándolo al instante.

### La prueba de Amanda
En el sexto juego, John tiene como víctimas a ocho personas que Jigsaw encierra en el mismo edificio en el cual se encuentra (en los cimientos) el baño industrial en donde estuvieron encerrados el Dr. Gordon y Adam. Todos comienzan despertándose en una habitaciòn en donde se encuentra, entre las víctimas, Amanda, la cual es la que encuentra la cinta dándoles la bienvenida a la prueba del rompecabezas. Todos han sido envenenados, y deben pasar ciertas pruebas sangrientas para conseguir los antídotos. Todos tienen en común haber sido apresados injustamente con pruebas falsas por un mismo policía excepto uno, Daniel, que resulta ser el hijo del policía. Luego de abandonar la habitación, Xavier encuentra unas escaleras que al final tienen una gran puerta darán en la primera habitación, aunque Xavier golpea la puerta con sus potentes puños, no logra abrirla, forzándolos a intentar conseguir los antídotos para sobrevivir, resultando en la muerte de casi todos, dejando vivos a Daniel, Amanda y Xavier, el cual enloquece e intenta obtener los números de las nucas de los ocho para poder abrir la caja fuerte de la habitación principal la cual tiene un antídoto, hasta que se entera de quién es hijo Daniel, y lo perigue para matarlo y obtener su número. Daniel traba la puerta de la habitación principal y Amanda "encuentra" una puerta debajo de la caja fuerte, por la que se escapan. Xavier los sigue, después de abrir la puerta. Amanda y Daniel huyen hasta llegar al baño donde estaban Adam y el Dr. Gordon y encuentran los cadáveres de Adam, Zep y el pie de Gordon. Entonces Amanda le dice a Daniel que finja estar muerto para atacar por sorpresa a Xavier cuando entre. Daniel lo hace, y cuando Xavier llega y se dispone a matarlos, Amanda le advierte que aún no sabe su propio número y que no lo sabrá sin su ayuda. Entonces Xavier decide rebanarse la nuca con su propio cuchillo y se termina cortando un pedazo de piel de su nuca, y ve su número. Luego se dispone a matar a Amanda, pero Daniel se levanta y, tomando la sierra que utilizó Lawrence para cortarse el pie, le corta la garganta. Xavier muere. Entonces, Amanda duerme a Daniel y salen del edificio. Ella lo lleva hasta otro edificio secreto de Jigsaw, donde encierran a Daniel en una caja fuerte con oxígeno.

### El juego con Eric Matthews
La Detective Kerry y sus compañeros encuentran un cuerpo, tras una denuncia. También encuentran un mensaje de Jigsaw en la pared: "Mire más de cerca, Detective Matthews". Kerry llama a Eric, el padre de Daniel, y le pide que identifique el cadáver, al que Eric reconoce como el cadáver de su informante: Michael. Eric se enoja con Kerry porque ella siempre está detrás del asesino y casi nunca hablan, pero ella le reprocha que lo hace para detener a Jigsaw, pues es experta en el caso. Luego, durante la noche, Eric recuerda que la máscara de Michael tenía el nombre de la exindustria "Wilson Steel" y llama rápidamente a Kerry y al Sargento Rigg para que lo acompañen a investigar junto a sus hombres. En el edificio de Wilson Steel, los hombres de Rigg se topan con una escalera que los electrocuta y a la marioneta Billy, que se ríe de ellos. Luego de esto, Rigg, Eric, Kerry y los demás policías entran y examinan todo el lugar, donde encuentran a Jigsaw sentado frente a un escritorio, con una máquina de nebulización y rodeado de artefactos de tortura y medicamentos. Pero los agentes no revisan del todo los objetos del asesino por miedo a activar otra trampa. Jigsaw, sin embargo, se deja registrar sin oponer resistencia. Eric le pregunta, irónicamente, si ya está mirando más de cerca" y se dispone a irse del lugar, alegre por haber atrapado a un asesino tan buscado. Pero Jigsaw le advierte de su problema, Eric no sabe qué decir, y Jigsaw le señala una habitación al final del pasillo. Cuando entran en ella, Eric, Kerry y Rigg observan, aterrados, cinco monitores que contienen la grabación de todo lo sucedido dentro de la casa y con las ocho personas involucradas. Eric observa aterrado a su hijo, Daniel, muerto de miedo en un rincón y decide obedecer a Jigsaw, pensando que la grabación es en vivo. Jigsaw, entonces lo somete a un "juego" psicológico en el que intenta hacer que Eric reconozca sus malos actos y, al mismo tiempo, explicarle los motivos que lo llevaron a iniciarse en su trabajo. Las reglas del juego son simples: Eric debe escuchar y hablar con Jigsaw hasta que un reloj digital ubicado cerca de los monitores en la otra sala marque 0. Jigsaw promete que cuando esto suceda, Eric volverá a ver a su hijo sano y salvo. Eric, mientras el juego avanza, va descubriendo que las personas encerradas junto a su hijo son sus enemigos y que cuando descubran que Daniel es su hijo, lo querrán matar en venganza. Jigsaw también le reprocha el haber plantado falsas pruebas contra estas personas para obtener rangos más altos en su carrera. Finalmente, Eric se cansa y se enfurece, y decide utilizar métodos más "comprensibles". Entonces, se dispone a golpear brutalmente a Jigsaw, haciendo caso omiso a las advertencias de Kerry. Luego, Eric lo amenaza con dispararle en la boca, pero Jigsaw finalmente cede a llevarlo a la casa donde se encuentran su hijo y los otros prisioneros, aunque le dice en un susurro que solo lo llevará a él. Mientras tanto, el equipo encargado de reconocer la señal de video de la grabación completa su misión y revela la ubicación de la casa a Kerry. Eric baja hacia la planta baja con un ascensor que había a su lado y Rigg y sus hombres comienzan a perseguirlos sobre una camioneta. Pero los pierden y entonces Kerry le informa mediante un walkie-talkie que ya tiene la dirección de la casa (North Hyde Crescent 237) y Rigg y su equipo viajan rápidamente hasta el lugar. Pero cuando entran a la casa, se dan cuenta de que, en realidad, la señal de vídeo provenía de una videocasetera, que reproducía toda la secuencia hasta el lugar donde estaba Kerry. Cuando Eric llega a la casa, Jigsaw le da una llave y Eric entra. Inspecciona toda la casa y encuentra los cadáveres de las personas que estaban con Daniel. Entonces, Eric llega hasta el baño, donde Amanda lo toma por sorpresa con su máscara de cerdo y le inyecta un tranquilizante. Cuando Eric despierta, se encuentra encadenado en el baño donde estaban Adam y Lawrence y con una grabadora a su lado. Eric espera oír la voz de Jigsaw, pero, afligido, escucha la voz de Amanda informándole que todo lo que sucedió no era más que una prueba para probar que es digna de ser la continuadora del trabajo de Jigsaw. Amanda le informa que, además, se trata de una venganza hacia Eric por haberla encarcelado injustamente. Entonces, Amanda aparece en persona y le cierra la puerta del baño a Eric, mientras le informa que el juego terminó. En Saw III se ve que Eric comienza rápidamente a inspeccionar el lugar y descubre los cadáveres de Adam, Zep y Xavier y el pie de Lawrence. Entonces comprende que debe cortarse el pie con la sierra, pero no se atreve. Finalmente, se "destruye" el pie con el lavatorio roto con el que Adam mató a Zep y saca el pie por el "agujero" de su correa y escapa de la habitación. Amanda, que aún no había salido del edificio, y él, tienen una brutal pelea en la cual Eric le rompe varios huesos del rostro y Amanda le patea el pie destruido. A continuación, lo deja allí.
Kerry, mientras, ve, aterrada, cómo el cronómetro de la habitación llega a 0, creyendo que va a estallar una bomba o algo así, pero, simplemente, se abre una caja fuerte detrás del escritorio de Jigsaw, revelando que Daniel siempre estuvo dentro de la caja fuerte, con ellos.

### Los juegos de Amanda
Cuando el cáncer le impide a Jigsaw continuar con los juegos, el anciano le pide a Amanda que continúe algunos juegos sin más ayuda que las cintas que él mismo graba. Amanda, entonces, secuestra a Troy, un hombre que ha pasado casi toda su vida en la cárcel, y lo encierra en un jardín de infantes abandonado. Cuando Troy despierta, se da cuenta de que tiene una decena de cadenas sujetándolo por la piel, en los tobillos, las manos, en los brazos, las piernas, el torso y otra que le agujerea la boca. Desesperado, pide auxilio, pero nadie acude. Entonces, un televisor a su lado se enciende y deja ver a la marioneta Billy. Es informado por una cinta de Jigsaw de que, si quiere escapar con vida, debe deshacerse de las cadenas de las que tanto le cuestan desprenderse en su vida "normal". Troy divisa una bomba y comprende que solo tiene un minuto y medio para escapar. Entonces comienza a autoextirparse las cadenas con grandes tirones, que le dejan enormes huecos en su cuerpo. Cuando solo le queda una cadena (la de la mandíbula) y se la intenta quitar, se da cuenta de que es imposible, pues está fuertemente sujeta y no es capaz de hacer tanta fuerza. Troy muere cuando el cronómetro de la bomba llega a 0 y todos sus restos quedan esparcidos por la habitación.
Cuando alguien llama a la policía por oír el sonido de una fuerte explosión y el Sargento Rigg entra junto a sus hombres por la puerta sellada de la habitación y encuentra el cadáver de Troy, llama a Hoffman y a Kerry para que inspeccionen el cadáver y la escena del crimen. Kerry pregunta si es Eric, pues desde que este desapareció, se siente culpable por no haber evitado que escapara con Jigsaw. Hoffman le asegura que no es Matthews y le explica que la víctima fue sujetada con cadenas y que tenía que escapar de la habitación antes de que explotara una bomba, según la cinta que hallaron en el televisor, pero Kerry le explica que no es el estilo de Jigsaw ya que la puerta estaba soldada, por lo cual no podía ganar. Kerry regresa a su casa para examinar la cinta de video, pero de repente, su televisor comienza a emitir las imágenes de otra cinta. Y Kerry se da cuenta de que la fuente de estas imágenes está dentro de su propio ropero y que la graba a ella. Ella dispara instintivamente a su ropero y lo abre, pero al examinar la cámara es atacada por detrás y posteriormente secuestrada.
Cuando Kerry despierta, se da cuenta de que está colgada en un enorme artefacto. La máquina la sujeta por, literalmente, los huesos de su torso. Frente a ella hay un frasco con ácido en el que hay una llave. Cuando comienza a forcejar para escapar, Kerry ve que un televisor se enciende a su lado. La marioneta Billy le informa entonces que debe meter la mano en el frasco para sacar la llave de allí, o el aparato se activará y le abrirá la caja torácica. Cuando la cinta termina, Kerry mete la mano en el frasco y saca la llave (no sin antes sufrir los efectos nocivos de la sustancia). Pero, al usarla, se da cuenta de que por más de que esté libre del seguro, no puede salir pues está sujeta por los huesos. Cuando el tiempo se le termina, Amanda aparece frente a ella y Kerry comprende que es la aprendiz de Jigsaw. Finalmente, el torso de la Capitana Kerry queda destruido y ella muere. Amanda sale de la escena. Sabe que sus últimos dos juegos no tenían ningún sentido, pues ninguna de sus víctimas podría sobrevivir de todas formas, pero comienza a entender que es una asesina.
Los agentes del FBI Lindsey Pérez y Peter Strahm son puestos a cargo de la investigación de la muerte de la detective Kerry, y por tanto, de la investigación de los crímenes de John, en esta investigación se llega a la conclusión de que Amanda no podía ser capaz de levantar a la agente Kerry, y que debía de haber un tercero aparte de John y Amanda, ya que el primero estaba muy débil y la segunda pesaba menos que Kerry.

### El último juego
Jigsaw, enterado de los asesinatos de Amanda (con los que no está de acuerdo), decide hacer un último juego (en vista de que no le queda mucho tiempo) para probar si ella es digna o no de continuar con su legado.
Con las pocas fuerzas que le quedan y la asistencia de su aprendiz, se esconde en una fábrica de carne de su propiedad, y prepara las trampas a las que someterá a Jeff. Para que estas funcionen, Amanda deberá capturar al Juez Halden, a Danica Scott y Timothy Young.
Jeff, un hombre distante y de relación tensa con su esposa, cuyo hijo (Dylan Reinhart) murió en un accidente de auto y que intenta subsistir sin empleo y cuidar así de su hija. Jeff se obsesiona con la idea de querer matar a Timothy Young, pues es el responsable de la muerte de su hijo. También guarda un profundo rencor hacia el Juez Halden y Danica Scott por no ayudarlo a darle a Timothy una sentencia justa.
Hoffman se adentra en su casa y secuestra a su hija y a Jeff. Encierra a la niña en una habitación, sola y con algo de oxígeno para que pueda sobrevivir mientras tanto. Hoffman encierra a Danica Scott en una cámara frigorífica enorme y la encadena desnuda al techo de la habitación. Luego encierra a Halden en un recipiente gigante y lo ata por el cuello y, finalmente, mete a Timothy Young en un enorme aparato del que se sabe es el favorito de Jigsaw.
El cuerpo de John comienza a perder fuerza a tal punto que ya no puede mantenerse de pie, así que Amanda lo acuesta en una camilla y llena la habitación donde está de medicamentos y aparatos para controlar su ritmo cardíaco. Jigsaw, entonces, ordena a Amanda que secuestre a la Dra. Lynn Denlon, la esposa de Jeff (aunque Amanda no lo sabe) pues es una de las mejores doctoras y puede mantener vivo a John mientras la prueba de Jeff persiste, para evitar que Lynn se niege o trate de huir, Amanda le coloca un aparato al cuello con cartuchos de escopeta que se dispararán si John muere. Jigsaw, disimuladamente, se traga una cinta cubierta de cera y asegurada para que los ácidos estomacales no la disuelvan.
Paralelamente a esto, el Sargento Rigg de las SWAT es secuestrado (por Hoffman, que ejecuta la parte de los planes de John que le implican a él, al igual que hiciera Amanda con los suyos) y obligado a jugar un juego en el que deberá intentar salvar a su viejo amigo Eric y al Forense Hoffman, que están supuestamente atrapados en una trampa conjunta. La única forma de salvarlos es, irónicamente, que no haga absolutamente nada para salvarlos, no obstante, su obsesión por salvar a la gente y el hecho de que todos sus amigos están muriendo, hace que no capte correctamente el mensaje y que finalmente acabe Eric con la cabeza reventada por la colisión de dos bloques de hielo, pese haber intentado evitarlo pegándole un tiro a Rigg para que no abriera la puerta de la estancia que activaba la trampa. Al recibir Rigg el tiro, se abalanza sobre la puerta y la trampa se acciona, entonces este dispara al tercer implicado en la trampa, Art, un hombre que tenía relación con John ya que eran socios en un negocio que quedó en el aire al comenzar la locura de Jigsaw, y era abogado de otros personajes. En ese momento se libera Hoffman de su trampa revelándose como otro de los cómplices de John al igual que Amanda. Hoffman deja a Rigg en esa habitación y le informa de que el juego ha acabado. 
Aquí se revela al público que el segundo ayudante de John es Hoffman y por tanto se cae en la cuenta de que él fue el que ayudó a Amanda con la trampa de la agente Kerry.

### Las pruebas finales
La primera prueba de Jeff consiste en salvar (o no salvar) a Danica Scott de morir congelada en la cámara frigorífica, para ello tiene que tomar una llave del interior de unos tubos a muy baja temperatura. No lo consigue a tiempo y Danica muere congelada.
La segunda consiste en salvar al Juez Halden del depósito de una picadora industrial con una llave que está, según escucha en la grabadora, en las pertenencias de su difunto hijo dentro de un incinerador. Jeff consigue salvar al juez de morir ahogado en los despojos de los cerdos podridos de la picadora.
En la tercera, la más decisiva de todas, Jeff se encuentra cara a cara con el asesino de su hijo que está atado a una trampa que le retorcerá las extremidades y la cabeza si no encuentran la llave que está atada a la cadena, que a su vez está atada al gatillo de una escopeta, Jeff coge la llave apartándose de la trayectoria del disparo, pero el juez, que estaba intentando ayudar a Timothy, recibe el balazo en su lugar y muere. Entonces, Jeff toma la llave e intenta abrir la trampa descubriendo que la llave es falsa y no pertenece a la cerradura, pero ya es tarde, Timothy muere después de que el aparato le gira la cabeza en 180°.
Cuando Jeff por fin sale a donde están los demás escucha la voz de su mujer, él la llama, y ella va a salir para reunirse con su marido. Pero Amanda dispara a la doctora Lynn y Jeff le dispara en el cuello, mientras se está desangrando, Jigsaw le explica que todo eso era una prueba para saber si ella era una digna sucesora de su trabajo, Amanda muere desangrada.
Cuando Jigsaw le dice a Jeff que si lo perdona él los puede sacar de allí, Jeff le dice que lo perdona y seguidamente, agara una sierra circular y le rebana el cuello diciendo te perdono.
En ese momento, Jigsaw saca una grabadora en la que le explica que el aparato en el cuello de su mujer le volará la cabeza en cuanto cesen los signos vitales de Jigsaw y que ha secuestrado a su hija, siendo solo él quien conoce el paradero donde ha sido encerrada de forma que si muere nadie la localizará y morirá lentamente por hambre y deshidratación, entonces Jigsaw muere, la trampa se activa y la doctora Lynn muere en el acto.
Después de esto, el agente Strahm del FBI entra en la habitación, donde había llegado siguiendo la pista de John, y le dispara al verlo armado y con actitud amenazante pese a preguntarle Jeff donde estaba su hija. Hoffman va desde la sala donde deja a Rigg, Eric y Art, hasta la habitación donde se encuentran Jeff y Strahm, la cual estaba en el mismo edificio, los observa un momento desde fuera y los deja encerrados.
Strahm se ve obligado a buscar una salida y encuentra una grabadora que Jigsaw dejó para él antes de morir, donde le advierte que no debe continuar, pero él no hace caso a su advertencia y se obsesiona con una investigación a fondo que termina llevándolo a una prueba más donde tendrá que confiar en Jigsaw, pero nuevamente el ignora su advertencia y muere sin saber que estaba siendo acusado de ser otro ayudante de John.
Cuando le realizan la autopsia al cuerpo de Jigsaw y encuentran la cinta que él se tragó, Hoffman es el encargado de escucharla. En ella Jigsaw le revela que no se librará de ser probado (como lo fue Amanda) y que los juegos recién empiezan.

## El testamento
Como John ya había planeado su muerte, también planeó todo lo que pasaría después de que falleciera. Había dejado una caja a Jill con su testamento, que contenía cinco sobres que señalaban a las personas que deberían ser testeadas en uno de sus mayores juegos, donde el protagonista sería William Easton. También contenía un sexto sobre para Jill, que definiría el destino de Hoffman, ya que contenía una Trampa de Oso Invertida e instrucciones de Jigsaw, quien había previsto que Hoffman pudiera comportarse de forma poco digna como su sucesor. Para contenía un séptimo sobre, que traía consigo un vídeo dirigido al Dr. Gordon, en donde le pedía que protegiera a Jill y castigara al responsable si algo le llegara a pasar, dejando al Dr. como genuino y digno sucesor a ojos Jigsaw.

## Apariciones
- Saw (2004)
- Saw II (2005)
- Saw III (2006)
- Saw IV (2007) (Cadáver y flashback)
- Saw V (2008) (Cadáver, flashback, foto y vídeo)
- Saw VI (2009) (Flashback y vídeo)
- Saw VII 3D (2010) (Flashback)
- Jigsaw (2017) (Flashback y tumba)
- Saw X (2023)

En videojuegos:
- Saw: The Videogame (2009) (voz)
- Saw II: Flesh & Blood (2010)

En revistas:
- Saw:Rebirth

## Doblaje
La voz en español es realizada por Miguel Ángel Jenner durante toda la saga en el doblaje español.
La voz en el doblaje para Hispanoamérica fue realizada por Gabriel Pingarrón en Saw, Guillermo Coria en la versión de DVD de Saw II, Rubén Moya en la versión de televisión de Saw II y por José Lavat a partir de Saw IV.